# 球果紫菫
球果紫菫（学名：Fumaria officinalis）为紫菫科烟堇属 下的一个种。

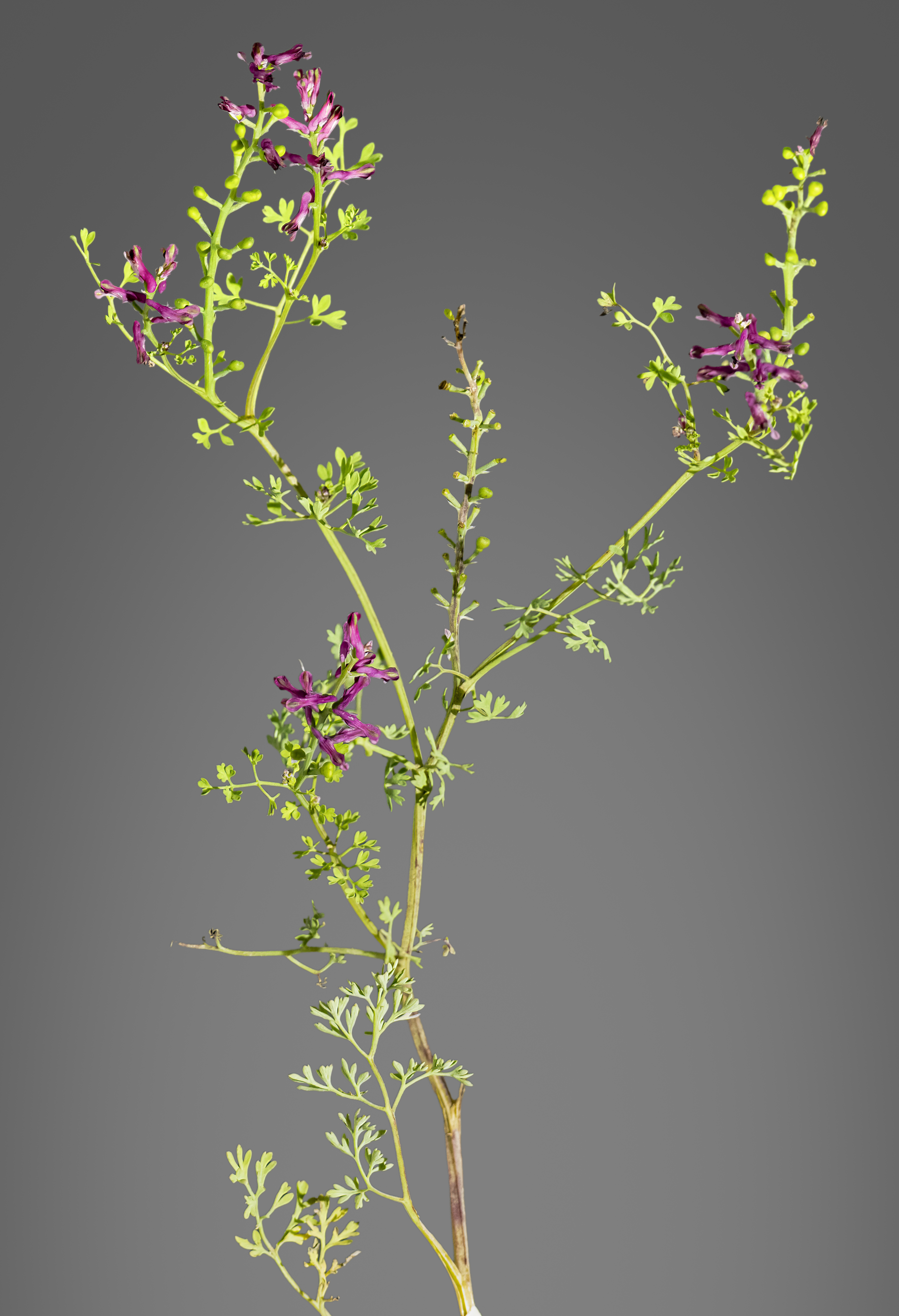
植物習性
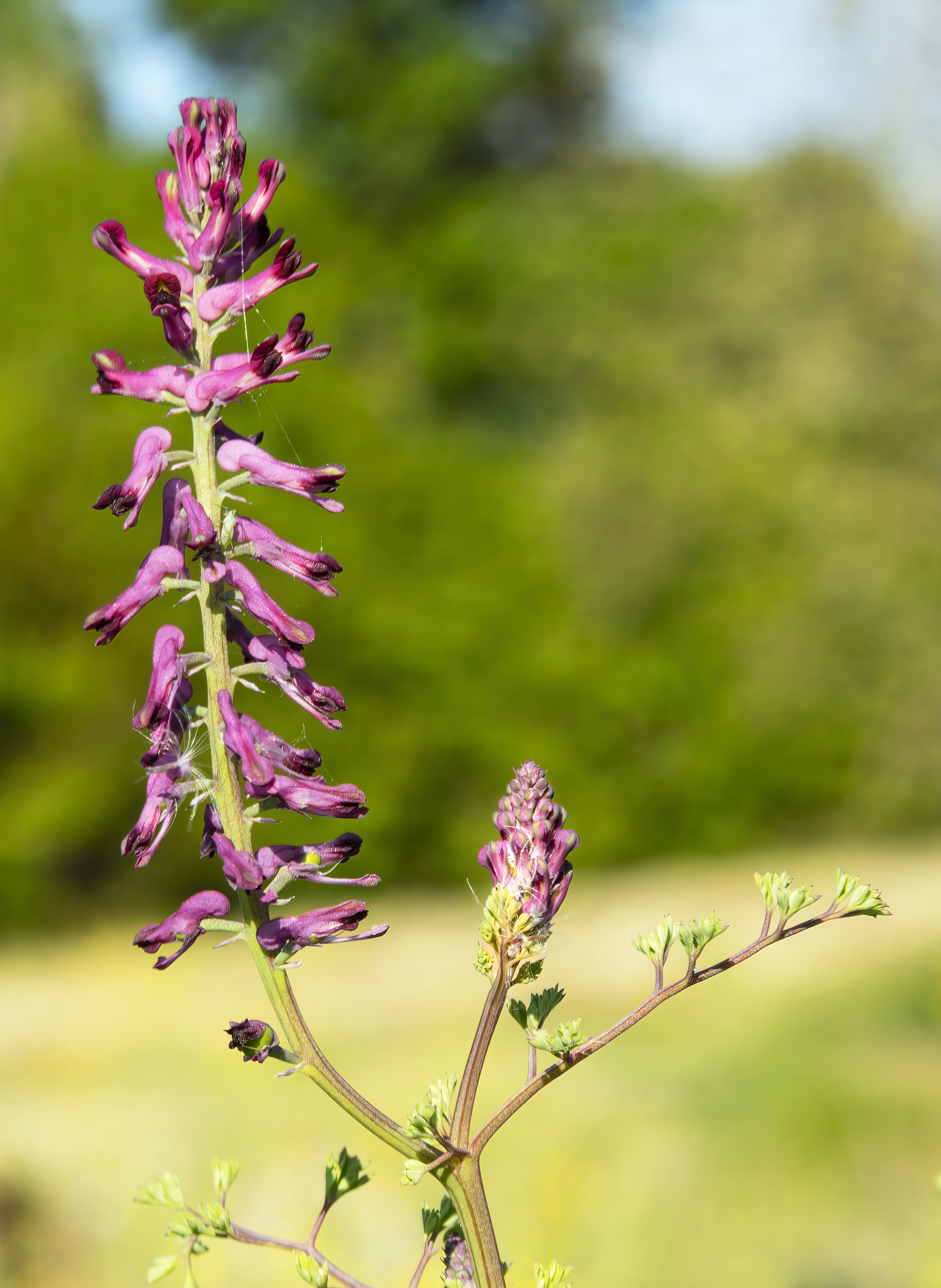
花序